# De ambassadeur der schaduwen
De ambassadeur der schaduwen is het zevende stripalbum uit de Ravian-reeks. Het album is getekend door Jean-Claude Mézières met scenario van Pierre Christin.

## De verhalen
Ravian en Laureline begeleiden de ambassadeur van de Aarde naar het Centrale Punt, een kunstmatig hemellichaam bestaande uit een klontering van bouwsels waarin iedere levensvorm in het bekende universum vertegenwoordigd is. De Aarde zal deze gemeenschap namelijk een periode gaan presidiëren. Bij aankomst worden de ambassadeur en Ravian met geweld ontvoerd door onbekende huurlingen. Laureline zet de achtervolging in en belandt bij haar speurtocht op de meest onwaarschijnlijke plaatsen in het Centrale Punt.